# Gara Centrală din Zagreb
Gara Centrală din Zagreb (în croată Zagreb Glavni kolodvor) este gara principală a orașului Zagreb. Situată la 1 km sud de piața centrală a orașului, ea este cea mai mare gară din Croația și principalul nod feroviar al țării. Aici se află sediul companiei feroviare Hrvatske željeznice.

## Istoric
Un act din 1890 al guvernului Regatului Ungariei a autorizat construirea clădirii principale a gării din Zagreb și a unui depou de întreținere a locomotivelor. Lucrările de construcție a clădirii în stil neoclasic a gării, cu o lungime de 186,5 metri, au fost supravegheate de către arhitectul maghiar Ferenc Pfaff. Elementele sculpturale au fost realizate de sculptorul Vilim Marschenko. Gara a fost deschisă oficial pe 1 iulie 1892.
Electrificarea gării a avut loc pe 31 mai 1970 la 25 kV CA pe magistrala Belgrad-Zagreb și la 3 kV CC pe linia Zagreb-Rijeka/Ljubljana, urmând ca in 1985, liniile spre Rijeka și Ljubljana să folosească treptat, 25 kV CA.
La 30 august 1974 a avut loc aici un tragic accident feroviar când un tren expres (nr. 10410) care mergea de la Belgrad către Dortmund a deraiat înainte de a intra în gara centrală din Zagreb (care făcea parte atunci din Republica Socialistă Federativă Iugoslavia), provocând moartea a 153 de persoane. Acesta a fost cel mai grav accident feroviar din istoria țării până la acea dată și rămâne unul dintre cele mai grave din istoria Europei.
Au fost efectuate lucrări de reconstrucție în anii 1986-1987 (chiar înainte de Universiada de Vară din 1987) și din nou în 2006.

## Trenuri internaționale
- EC 158/159: Zagreb – Graz – Wien Hbf (via Maribor)
- 200/201: Zagreb – Budapest Déli (via Koprivnica)
- 204/205: Zagreb – Budapest Déli (via Koprivnica)
- 210/211: Villach – Zagreb – Vinkovci
- EC 212/213: Zagreb – Villach (– Frankfurt Hbf)
- 412/413: Zagreb – Belgrad Centar
- IC 310/311: Zagreb – Villach
- 414/415: Belgrad Centar – Zagreb – Schwarzach im Pongau (- Zürich HB)
- EN 498/499: Zagreb – München Hbf

## Galerie

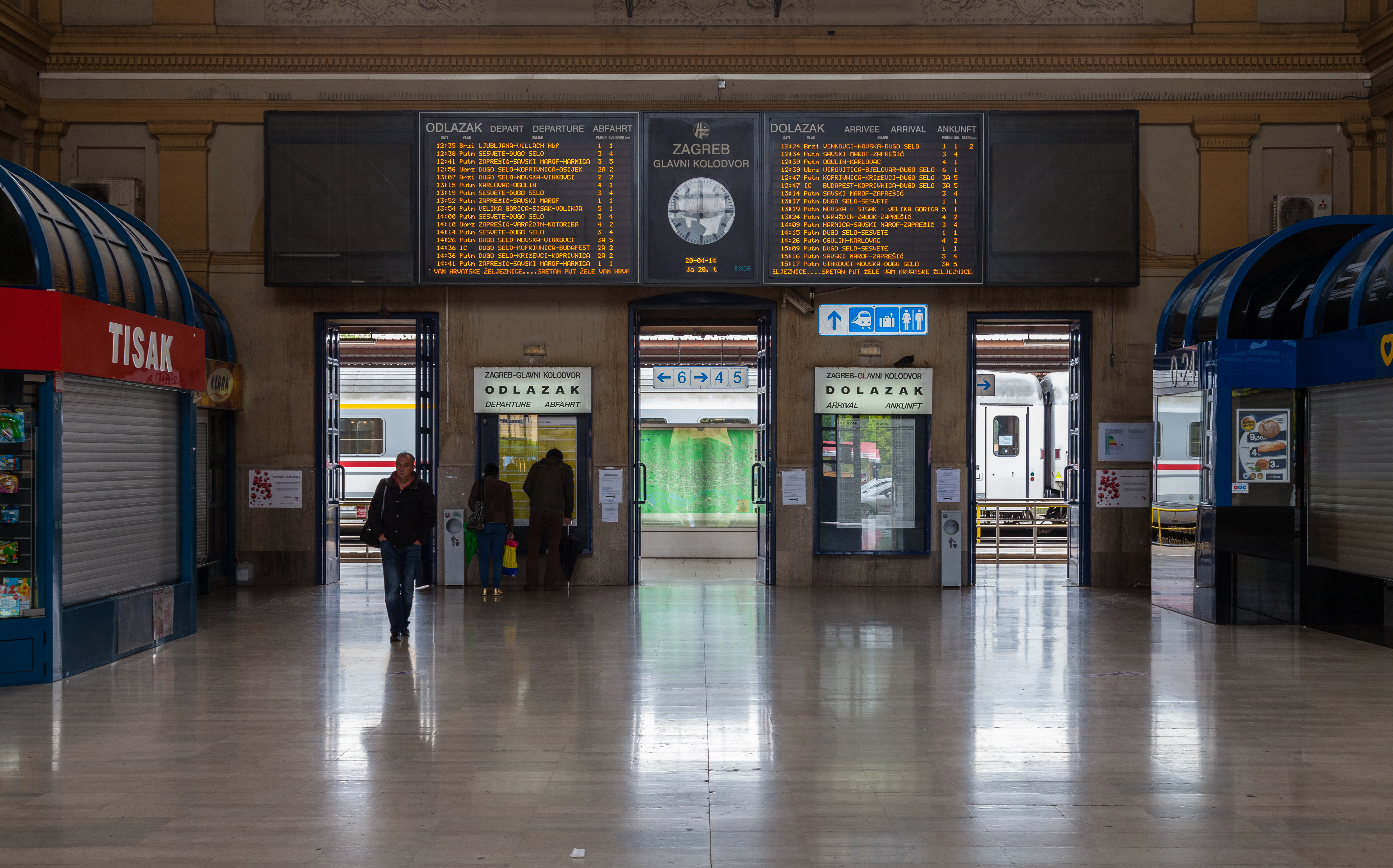
Interior
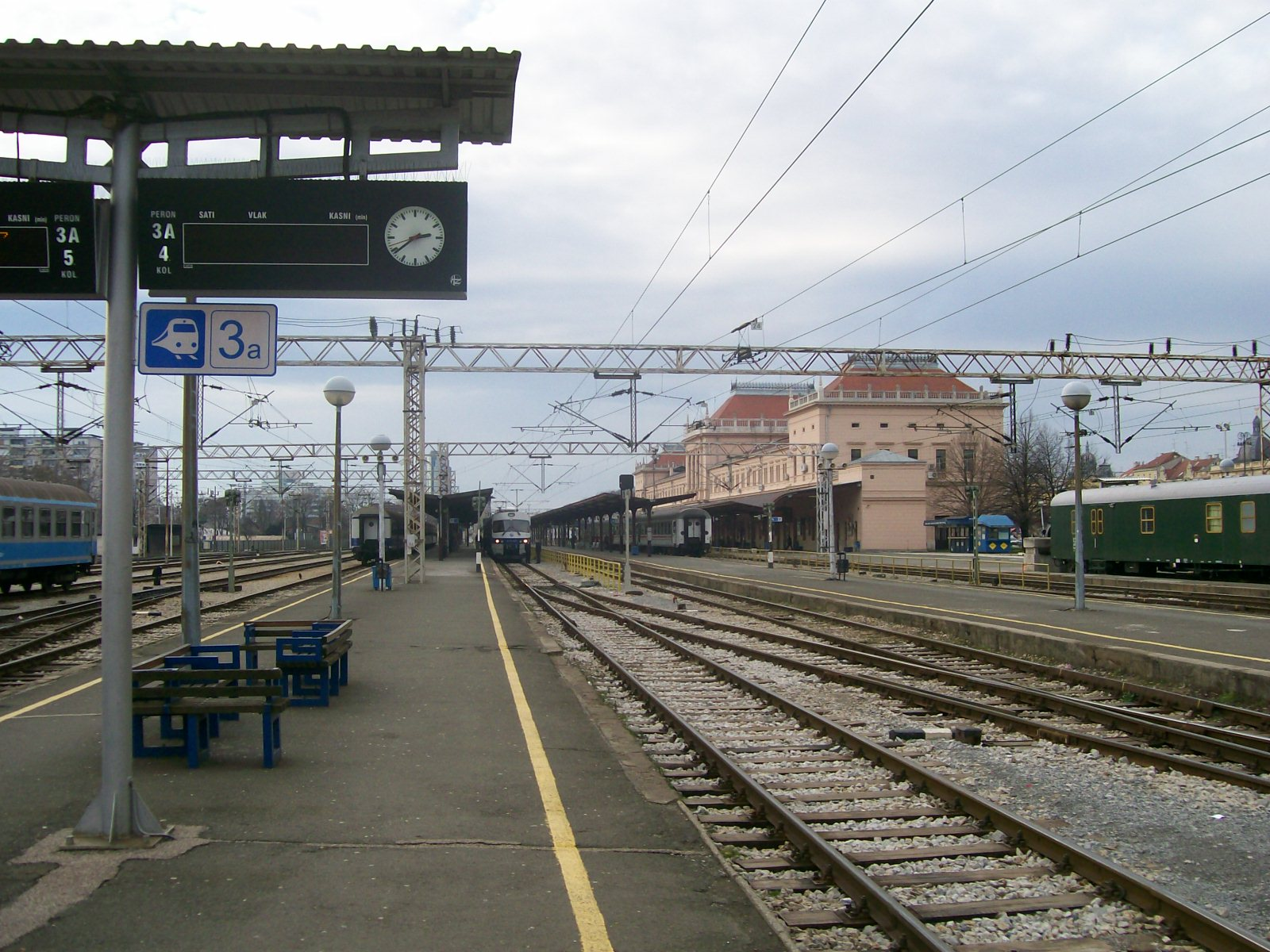
O vedere a peroanelor dinspre est
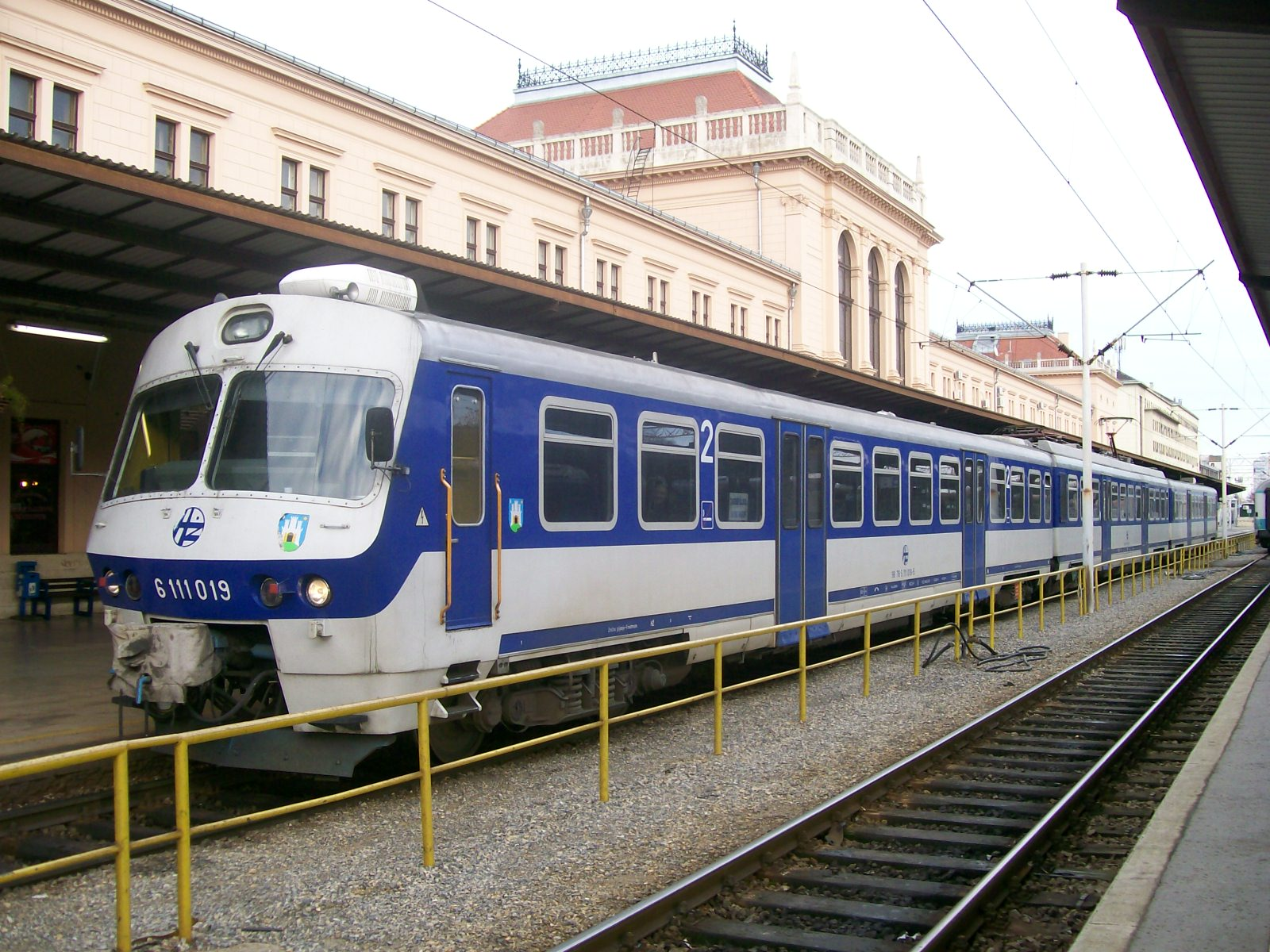
Tren interurban HŽ 6111 tras la peron
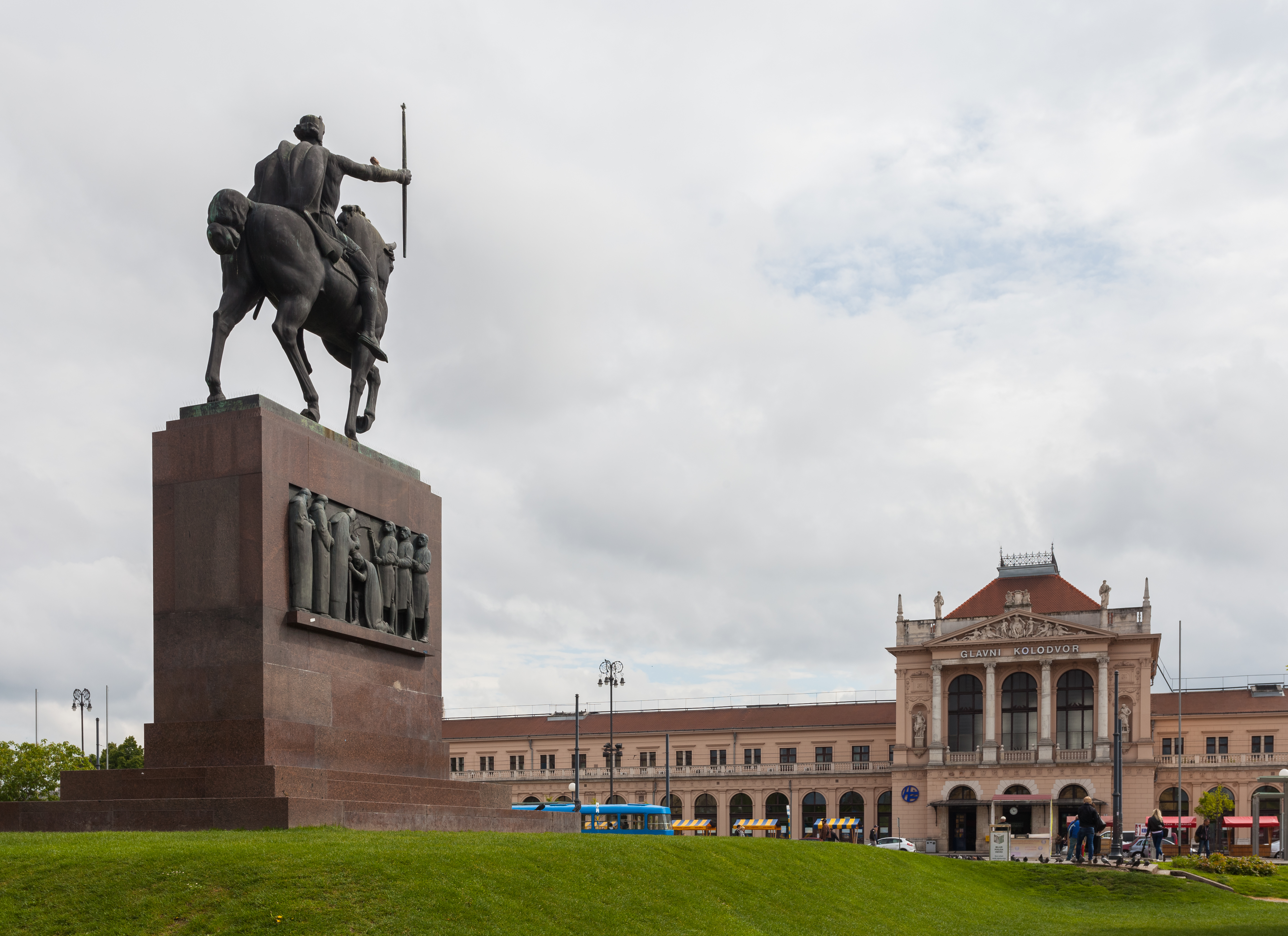
Statuia regelui Tomislav în fața gării